# Guerra tra Repubblica di Venezia e Regno d'Ungheria
La guerra tra la Repubblica di Venezia e il Regno d'Ungheria scoppiò nel 1411 poiché la prima mirava al controllo dei passi alpini mentre il secondo cercava uno sbocco sul mare Adriatico.
Il fuoriuscito fiorentino Filippo Scolari, al servizio di Sigismondo ed alla testa di 16 000 ungheresi e boemi, invase il Friuli, prendendo e saccheggiando Monfalcone, Marano, Portogruaro, Ceneda, Serravalle, Belluno, Feltre, il Trevisano, il Veronese ed il Padovano (dove sperava nell'insurrezione antiveneziana a favore degli spodestati Carraresi, Scaligeri e da Camino).
Lo Scolari, assieme a Sigismondo ed alla testa di 6 000 cavalieri, entrò a Udine il 28 settembre 1411, dopo che la città aveva chiesto invano protezione al duca d'Austria Ernesto “Il Ferreo” d’Asburgo; Udine fu costretta a pagare un alto prezzo per evitare il saccheggio; il 30 settembre cadde anche Cividale.
Anche i veneziani invasero il Friuli causando stragi e saccheggi: il nobile friulano Tristano Savorgnan, dopo essere stato assediato quattro mesi nel proprio castello di Povoletto, fece atto di sottomissione alla Serenissima e riparò subito a Venezia dove fu nominato provveditore. Proprio Tristano Savorgnan si rese protagonista di un'azione ardita: con 400 cavalieri, numerosi fanti e innalzando false insegne ungheresi ingannò la guarnigione che presidiava le mura cittadine e riuscì ad entrare a Udine, ma venne scoperto e subito cacciato (28 marzo 1412). Carlo I Malatesta, al soldo di Venezia, con 8 000 cavalieri e 6 000 fanti saccheggiò anche i territori di Enrico IV conte di Gorizia (maggio-giugno 1412).
Neppure l'Istria fu risparmiata dal conflitto: Venezia occupò Buie, Portole, Rozzo e Colmo, mentre gli ungheresi occuparono il castello di Montona credendolo di Venezia, scoprendo invece che era presidiato da milizie patriarcali. I due contendenti si affrontarono per il controllo dei territori appena occupati; Venezia realizzò 22 miglia di fossi e terrapieni lungo il Livenza, che fu pattugliato da una flottiglia munita d'artiglierie; Filippo Scolari con 3 000 cavalieri e truppe raccolte nelle guarnigioni (boemi, tedeschi, ungheresi ed alcuni feudatari friulani) attaccò di sorpresa all'alba il campo veneziano a Motta di Livenza (24 agosto 1412).
Carlo Malatesta venne ferito tre volte negli scontri e Taddeo del Verme (anch'egli ferito nello scontro) furono alla fine soccorsi da un contingente di cavalleria condotta da Ruggero "Cane" Ranieri e Crasso da Venosa, i quali riuscirono a respingere gli attaccanti che lasciarono sul campo più di 1 300 tra caduti e feriti. Guglielmo da Prata ed altri tre capitani furono fatti prigionieri, e cinque delle sei bandiere furono perse. Passati all'offensiva, i Veneziani posero l'assedio a Udine (15 ottobre 1412), riuscendo a sconfiggere Filippo Scolari, solo per venire cacciati dall'esercito guidato da Sigismondo, divenuto frattanto re di Germania, che fu accolto in città il 13 dicembre 1412. Venezia occupò tuttavia i porti della Dalmazia ed assoldò Pandolfo III Malatesta signore di Fano, Brescia e Bergamo, ma nessuno raggiunse un successo decisivo.
Le parti firmarono una tregua di cinque anni a Castelletto del Friuli (17 aprile 1413), anche a causa dell'avanzata ottomana nei Balcani; l'ostilità di Venezia impediva inoltre a Sigismondo di recarsi a Roma ed ottenere l'incoronazione imperiale. Ognuno dei due belligeranti mantenne i territori occupati fino ad allora.